# Governatori coloniali dell'Egitto
I governatori coloniali dell'Egitto dal 1883 (costituzione del protettorato) al 1936 (abolizione) furono i seguenti.

## Consoli Generali britannici (1883-1914)
- Sir Evelyn Baring (Lord Cromer) 1883-1907
- Sir Eldon Gorst 1907-1911
- Horatio Herbert Kitchener, I conte Kitchener, visconte Kitchener di Khartum 1911-1914

## Alti Commissari britannici (1914-1936)
- Sir Milne Cheetham 1914-1915
- Sir Arthur McMahon 1915-1917
- Sir Francis Reginald Wingate Pascià 1917-1919
- Edmund Allenby, Visconte Allenby 1919-1925
- George Ambrose Lloyd, Lord Lloyd 1925-1929
- Sir Percy Loraine 1929-1933
- Sir Miles Lampson 1934-1936